# ESME Sudria
Die ESME Sudria (École spéciale de mécanique et d’électricité, ESME oder auch Sudria) ist eine französische Ingenieursschule (grande école) in Ivry-sur-Seine, Lyon, Lille, Bordeaux, Frankreich. Sie ist Mitglied der Conférence des Grandes Écoles (CGE) und der IONIS Education Group. Sie bildet innerhalb von drei Jahren generalistische Ingenieure hohen Niveaus aus, die hauptsächlich in der Wirtschaft arbeiten.

## Aufnahme und Ausbildung
Die zukünftigen Ingenieure werden im Rahmen einer Auswahlprüfung, dem sogenannten concours, ausgewählt, die nach einer zweijährigen Vorbereitung in den Baccalauréat stattfinden. Der Hauptanteil der Studenten absolviert den concours Advance, ein gemeinsam organisiertes bei École pour l’informatique et les techniques avancées und der Institut polytechnique des sciences avancées.

## Bekannte Absolventen
- Issa Diop (1922–1997), Manager und Politiker
- Jacques Stroumsa (1913–2010), griechisch-israelischer Techniker, Auschwitz-Überlebender